# Niantic
Niantic, Inc. er en amerikansk softwarevirksomhed med base i San Francisco, Californien. Selskabet blev grundet i 2010 af John Hanke som Niantic Labs, som et internt start up-selskab i Google, inden det blev omdannet til en selvstændig enhed i 2015.
Niantic er mest kendt for at have udviklet mobiltelefonspil med augmented reality (suppleret virkelighed), så som Ingress fra 2012, og Pokémon Go fra 2016.

## Eksterne links
- Officielt websted

| Firma | Spire Denne artikel om et firma eller en virksomhed i USA er en spire som bør udbygges. Du er velkommen til at hjælpe Wikipedia ved at udvide den. |